# Elsässisches Sprachamt
Das Elsässische Sprachamt (französisch Office pour la Langue et la Culture d’Alsace – OLCA) ist ein französisches Amt zur Stärkung der einheimischen elsässischen Kultur und Sprache.

## Geschichte
Durch die französische Sprachpolitik und die fehlende Überdachung durch die deutsche Sprache verlieren die elsässischen Dialekte seit 1945 massiv an Sprechern. Desinteresse und die Zurückweisung alles Deutschen infolge der Verbrechen der Nationalsozialisten schufen die psychologischen Bedingungen für weitgehende Französisierung. In dieser Epoche propagierte die  Regierung der Spruch „C'est chic de parler français“.
Das Elsässische Sprachamt wurde 1994 vom elsässischen Regionalrat gegründet und hat das Ziel, die regionale Identität des Elsass durch die Förderung seines Kulturerbes und der sprachlichen und kulturellen Besonderheiten lebendig zu halten.

## Aufgaben und Ziele
Das Ziel des Sprachamtes ist eine Sichtbarmachung der elsässischen Sprache im Alltag und im öffentlichen Leben. Dabei sollen Vereine, Gebietskörperschaften, Verwaltungen und Unternehmen in ihren Bemühungen unterstützt werden.
Das Elsässische Sprachamt soll die elsässischen Dialekte dokumentieren und den Elsässischen Regionalrat und die Generalräte des Ober- und Unterelsass in der Sprachpolitik beraten.